# رزم‌ناو کلاس برودینو
بتل‌کروزر کلاس برودینو (به انگلیسی: Borodino-class battlecruiser) یک کلاس از کشتی است که طول آن ۲۲۳٫۸۵ متر (۷۳۴ فوت ۵ اینچ) می‌باشد.